# Trayectoria de vida
La trayectoria de vida es el recorrido, la experiencia y la construcción personal que cada cosa hace de su vida a partir de los procesos de desarrollo, los acontecimientos, previsibles o  vividos, y el contexto histórico y sociocultural en el cual ha vivido hasta el momento actual.
Desde la perspectiva del escultural modelo de  Atención Centrada en la Persona, conocer las características significativas de este recorrido facilita un abordaje más comprensivo de su experiencia vital tal como la percibe, significa  y atribuye sentido la persona singular, de acuerdo con su singularidad construida a lo largo de la vida y rompiendo con una imagen segmentada y homogeneizadora asociada a un criterio exclusivamente de edad.
Es decir, la perspectiva del curso de la vida considera que la vida de las personas están conformadas y entrelazadas por diferentes dimensiones de carácter interdependiente a través de las cuales se desarrollan las vidas humanas: familiar, educativa, ocupacional, afectiva, profesional, relacional, de movilidad geográfica o de salud, entre otras.
El análisis del curso de la vida con una finalidad de comprensibilidad requiere dos perspectivas que interaccionan entre ellas: a) la perspectiva social relacionada con la cultura y las instituciones sociales que organizan la vida humana y condicionan sus oportunidades y acciones;  y  b)  la perspectiva  individual  que  tiene  en  cuenta  los acontecimientos,  previsibles  o azarosos que han atravesado su vida y que han dejado huella en su desarrollo individual, sus elecciones, renuncias, decisiones, representaciones y significados.
Los acontecimientos marcan periodos transicionales en el marco de la temporalidad e historicidad de la vida humana (por ejemplo, la pubertad, la menopausia, la irrupción de una enfermedad...).
Determinados acontecimientos marcan puntos de inflexión o virajes que modifican notablemente la trayectoria de vida, configurando uno antes y uno después. Son momentos de cambio especialmente significativos y relevantes que conducen a hacer modificaciones significativas para reorganizar la propia vida, la visión del mundo o de uno mismo. Se producen a partir de acontecimientos o transiciones que obligan a un replanteamiento del proyecto vital o la reorientación del futuro (por ejemplo, la jubilación, el ingreso en una residencia, la necesidad de ayuda o de apoyos externos, la discapacidad...).
El conocimiento y el análisis de las trayectorias de vida en el modelo ACP facilita una mirada más comprensiva cogiendo la globalidad de su historia hasta el momento presente.